# Bigos
Bigos [bigos (nikoliv bigoš)] je tradiční polské, běloruské a litevské jídlo ze zelí a masa. Do Polska pravděpodobně přišel spolu s králem Vladislavem II. Jagellem, který toto jídlo podával na jím pořádaných lovech.
Existuje řada verzí a způsobů přípravy tohoto pokrmu. V receptech se tradičně objevuje čerstvé i kysané zelí, červené maso, klobása, uzený bůček, houby a koření (pepř, sůl, bobkový list). Podle staropolské tradice se ke konci vaření přidává i trochu medu. Další verze dodávají kmín, majoránka, nové koření, sušené švestky, červené víno a dokonce i rajský protlak. Bigos je podobně jako guláš lepší ohřívaný další dny. Obvykle se podává v chlebu.